# Tamzin Malleson
Tamzin Louise Malleson, född 1 maj 1974 i Yeovil i Somerset, är en engelsk skådespelare. Hon är utbildad vid Central School of Speech and Drama i London. Hon är sambo med Keith Allen och bor utanför Stroud i Gloucestershire. Malleson och Allen har en dotter, Teddie Rose Allen, född 2006.

## Karriär
Tamzin Malleson har bland annat medverkat i tv-serierna Dangerfield, Ett fall för Frost och The Bill och spelat huvudrollen i BBC:s BAFTA-nominerade dramaserie Bodies, där hon träffade sin make. Malleson spelar rollen som doktor Kate Crawford, den nya rättsläkaren i serien Morden i Midsomer från serien 14, episod 5. Episoden sändes på ITV den 21 september 2011.

## Filmografi
| År   | Titel                          | Roll  | Noter    |
| ---- | ------------------------------ | ----- | -------- |
| 1998 | The fishmonger's daughter      | Ruby  | Kortfilm |
| 2005 | The man-eating lions of Njombe | Ruby  | TV-film  |
| 2007 | Kitchen                        | Liz   | TV-film  |
| 2010 | Between you & me               | Sammy | Kortfilm |
| 2010 | Nocturn                        | Jody  | Kortfilm |
| 2011 | 7 Lives                        | Mary  |          |

| År        | Titel                    | Roll                              | Noter                                                  |
| --------- | ------------------------ | --------------------------------- | ------------------------------------------------------ |
| 1996      | Ett fall för Frost       | Helen Tudor                       | Avsnitt: "Deep waters"                                 |
| 1996      | Kavanagh QC              | Helen Kinross                     | Avsnitt: "The burning deck"                            |
| 1996–1997 | Dangerfield              | Alison Dangerfield                | 16 avsnitt                                             |
| 1998–1999 | The Bill                 | Carrie Winkler                    | Avsnitt: "Deep secret" Avsnitt: "Murder, what murder?" |
| 2000–2001 | Always and everyone      | Doktor Kate Brady                 | 2 avsnitt                                              |
| 2001      | Agatha Christie's Poirot | Christine Redfern                 | Avsnitt: "Evil under the sun"                          |
| 2003      | The Vice                 | Poliskonstapel Lorraine Johnstone | Avsnitt: "Birdhouse"                                   |
| 2004      | Murder City              | Rosa Mansfield                    | Avsnitt: "Nothing sacred"                              |
| 2002–2004 | Teachers                 | Penny Neville                     | Huvudroll                                              |
| 2004–2006 | Bodies                   | Doktor Polly Grey                 | Huvudroll                                              |
| 2009      | Boy meets girl           | Siobhan                           | Miniserie                                              |
| 2011–2015 | Morden i Midsomer        | Doktor Kate Wilding               | Huvudroll                                              |